# Sombreros ( Boisson Alcoolisée)
 (août 2025).
 (août 2025).
 (août 2025).
La mise en forme du texte ne suit pas les recommandations de Wikipédia : il faut le « wikifier ».
Les points d'amélioration suivants sont les cas les plus fréquents :
- Les titres sont pré-formatés par le logiciel. Ils ne sont ni en capitales, ni en gras.
- Le texte ne doit pas être écrit en capitales (les noms de famille non plus), ni en gras, ni en italique, ni en « petit »…
- Le gras n'est utilisé que pour surligner le titre de l'article dans l'introduction, une seule fois.
- L'italique est rarement utilisé : mots en langue étrangère, titres d'œuvres, noms de bateaux, etc.
- Les citations ne sont pas en italique mais en corps de texte normal. Elles sont entourées par des guillemets français : « et ».
- Les listes à puces sont à éviter, des paragraphes rédigés étant largement préférés. Les tableaux sont à réserver à la présentation de données structurées (résultats, etc.).
- Les appels de note de bas de page (petits chiffres en exposant, introduits par l'outil «  Source ») sont à placer entre la fin de phrase et le point final[comme ça].
- Les liens internes (vers d'autres articles de Wikipédia) sont à choisir avec parcimonie. Créez des liens vers des articles approfondissant le sujet. Les termes génériques sans rapport avec le sujet sont à éviter, ainsi que les répétitions de liens vers un même terme.
- Les liens externes sont à placer uniquement dans une section « Liens externes », à la fin de l'article. Ces liens sont à choisir avec parcimonie suivant les règles définies. Si un lien sert de source à l'article, son insertion dans le texte est à faire par les notes de bas de page.
- La présentation des références doit suivre les conventions bibliographiques. Il est recommandé d'utiliser les modèles {{Ouvrage}}, {{Chapitre}}, {{Article}}, {{Lien web}} et/ou {{Bibliographie}}. Le mode d'édition visuel peut mettre en forme automatiquement les références.
- Insérer une infobox (cadre d'informations à droite) n'est pas obligatoire pour parachever la mise en page.

Pour une aide détaillée, merci de consulter Aide:Wikification.
Si vous pensez que ces points ont été résolus, vous pouvez retirer ce bandeau et améliorer la mise en forme d'un autre article.
Sombreros est une bière aromatisée alcoolisée commercialisée principalement en Afrique de l’Ouest. Elle a été lancée à Abidjan, en Côte d’Ivoire, en 2023 sous la marque initiale Booster Tequila. En 2025, la boisson a adopté un nouveau nom, Sombreros, lors d’une opération de rebranding réalisée par le fabricant BRAKINA. 

## Historique
La boisson était initialement commercialisée sous la marque Booster Tequila lors de son introduction sur le marché ivoirien en 2023. En 2025, dans le cadre d’une stratégie visant à renforcer son positionnement et sa différenciation, le fabricant a procédé à un changement de nom pour adopter l’appellation Sombreros.

## Composition
Sombreros est élaboré à partir d’une bière mère composée d’ingrédients locaux tels que l'eau, le malt d’orge et le maïs, ainsi que du houblon. À cette base sont ajoutés du sucre, un arôme qui comprend une part notable de tequila (environ 83 % dans la composition aromatique), ainsi que de l’acide citrique pour parfaire l’équilibre gustatif. Le produit final présente un taux d’alcool compris entre 5,5 % et 5,9 %. 

## Marchés de distribution
Depuis son lancement, Sombreros est distribué dans plusieurs pays d’Afrique de l’Ouest. Elle est notamment présente sur le marché ivoirien, son pays d’origine, ainsi qu’au Burkina Faso via la société Brakina. Elle est également en cours de déploiement progressif dans d’autres pays de la région tels que le Togo, le Bénin et le Mali depuis 2024.

## Cible marketing
La stratégie marketing de Sombreros cible principalement les jeunes adultes, en particulier la tranche d’âge des 19 à 25 ans, en quête d’une boisson à la fois rafraîchissante et originale. La marque valorise ainsi des valeurs liées à la convivialité, à la liberté d’expression et à un style de vie festif et urbain. Cette orientation se reflète dans ses campagnes publicitaires et événements promotionnels.